# Alessandro Bazzani
Alessandro Bazzani (Cerea, 31 dicembre 1807 – Padova, 7 maggio 1889) è stato un abate e drammaturgo italiano.

## Biografia
Quartultimo di dodici figli di Geremia e Chiaristella Feliberi nacque il 31 dicembre 1807 ad Aselogna, frazione di Cerea.
Fece i suoi primi studi a Legnago e a Verona, poi si recò a Padova e a Vienna per studiare teologia. Terminati gli studi, rimase per circa venti anni nella capitale austriaca destinato al corpo lombardo-veneto delle guardie nobili in qualità di professore di letteratura italiana. Nel 1848, avendo manifestato apertamente le sue idee politiche, fu arrestato e processato. Rilasciato, fu destituito dalle sue funzioni di professore e ritornò in patria dove è stato, dal 1867 alla metà degli anni 80, professore presso l'Università degli Studi di Padova. 
Bazzani scrisse Venturo, il Sansone di Sicilia (1854) in cui profeticamente affermò che il liberatore d'Italia sarebbe venuto dalla Sicilia (come poi in effetti avvenne con la spedizione di Garibaldi del 1860), e poi inni, odi, canzoni e sonetti (1859) e altro ancora.
Oppositore del potere temporale dei papi, pubblicò nel 1859 una Orazione di laude a San Pietro, primo apostolo e pontefice massimo; modello perenne del conio reggere la Chiesa, senza dominio temporale e, nel 1861, una Lettera a Pio IX.
Data la sua familiarità con le lingue e le letterature scandinave, ha tradotto in italiano Frithiof saga di Tegnérs (La Leggenda di Frithiof, 1852) con uno studio introduttivo sulle belle arti scandinave e un parallelo tra la mitologia greca e norrena. Ha pure tradotto Wallenstein e Fiesco di Schiller e poesie di Longfellow, Hamerling e Lingg.

## Opere
- Friedrich Schiller, Morte di Vallenstein, tragedia in 5 atti, traduzione, Vienna, Leopoldo Grund, 1843.
- Esaias Tegnér, Frithiof: poema, traduzione, Verona, Tip. Vicentini e Franchini, 1851.
- Inni, odi, canzoni e sonetti sacri, Legnago, Tip. di V. Bardellini, 1859.
- Henry Wadsworth Longfellow, Lo studente spagnuolo: dramma in tre atti, traduzione, Milano, Treves, 1871.
- Robert Hamerling, Asvero in Roma: poema in sei canti, Ancona, Tip. Civelli, 1876.
- Adolf Wilbrandt, Arria e Messalina: tragedia in cinque atti, traduzione, Padova, M. Giammartini, 1877.